# コレクター (マーベル・コミック)
コレクター（Collector）、またはタニリーア・ティヴァン（Taneleer Tivan）は、マーベル・コミックが出版するアメリカン・コミックスに登場するキャラクターである。

## 発行履歴
スタン・リーとドン・ヘックによって創造されたコレクターは、1966年5月の『アベンジャーズ』第28号でデビューし、コミック・ブック・シルバーエイジ後の数十年にわたって、さまざまなストーリーラインでヴィランとして登場した。

## キャラクター経歴
タニリーア・ティヴァンは、何十億年も前にはくちょう座X-1で誕生した。その星に滅びが訪れると、ティヴァンと彼の妻のマタニは生き延び、2人も息絶えるのかと思われた時、目の前に現れた死の女神デスが、両者に永遠の命を与えて姿を消した。そして何百万年もの間、ティヴァンは妻や2人の間に授かった娘カリーナと、一緒に未知の世界に家族3人で暮らした。しかしカリーナが親元を離れて旅立つと、すぐにマタニが病死してしまい、ティヴァンは永遠の命を与えられたのにもかかわらず彼女が死んでしまった理由を探るため、深い瞑想を実行した。遠くない未来にサノスやコーバック、サーターといった宇宙規模の脅威が生じるという見たくもない未来予知に苛まれながらも、「不死者であろうと生への欲望を持ち続けなければ死に至る」と悟り、自分も正気を維持するために趣味が必要であることにも気づくと宇宙中から最高に価値のあり、また希少・貴重と思われるアーティファクトや多種多様な生命体・遺物などを「迫りくる大参事から保護する」という名目で収集し始めた。だが収集することの強迫観念同然の欲望が頂点に達し、それを満たすためだけに略奪行為にも及ぶようになっていった。その頃から彼はコレクターと呼ばれるようになり、収集した大量の遺物や無数の生命体を保管するため、惑星を丸ごと巨大な博物館に改造した。
現代において地球に向かったコレクターは
ジャネット・ヴァン・ダイン/ワスプを捕獲し、エイブナー・ジェンキンス/ビートルの助けを借りて他の“アベンジャーズ”を「収集」しようとしたが、敗北した。彼は後に「不完全なアベンジャーズセットでは物足りない」という考えからヘンリー・ピム/ゴライアスのサイズ変更の力を回復したこともあったが、ソーを奴隷にし、ワスプと他のアベンジャーズを捕らえた。しかしその後再びアベンジャーズに敗れた。しかしこれ以降も、コレクターはアベンジャーズを自分のコレクションに加えようと、何度も戦いを挑んでは失敗している。

## 能力・スキル・コレクション
コレクターは、ビッグバン中に作られて体内に備わったコズミック・エネルギーを操作する能力を持ち、これによって限度はあるものの、自らの身体のサイズと質量を自在に増加させ、向上した腕力や攻防両方に使えるエネルギー波の放出、巨大化までできる超人形態へ変身が可能。これに加え、他のエルターズとのテレパシー能力や長期間の瞑想による未来予知能力、タイムトラベル能力も備えている。さらに、デスから永遠の命を与えられたため、身体が病気になることも、通常攻撃を受けても負傷することがなく、たとえ非常に強力な攻撃で死亡しても復活するなど、不老不死である。
コレクターは、数多くのエイリアンの高度な科学技術、それらの世界からのデバイスやアーティファクトをコレクションし、その膨大な知識と理解を持つと共に、自身の活動にもこれらの多くを駆使する。

## その他のバージョン
『The Avengers: United They Stand』の第6〜7号と、『Marvel Super Hero Squad』の第4号にも、別のバージョンのコレクターが登場した。

## MCU版
『マーベル・シネマティック・ユニバース』（MCU）ではベニチオ・デル・トロが演じる。日本語吹替は石住昭彦が担当。
本項では、“アース616”（正史の宇宙）におけるティヴァン/コレクターを軸に記述する。

### キャラクター像
強迫観念から銀河中から珍しい遺物や様々な生物を長年収集・保管し、低いテンションと単調な話し方・仰々しいリアクションで振る舞う、非人道的な不老不死の宇宙人。グランドマスターの弟である。

### 『ホワット・イフ...?』版
“アース21818”におけるティヴァン/コレクター。ノーウェアを拠点としていることは正史のティヴァンと同様だが、サノスが堅気の道へと退いたことで、自らのコレクションルームに生物のみならず、銀河中のヒーローやヴィランが愛用する武器から多種多様な宇宙船までさまざまな物品を収集しており、太々しい態度と言動をとるほど、“銀河の裏社会で最悪の親玉”の後釜として勢力を伸ばしており、ヨンドゥ・ウドンタからも恐れられ、全宇宙の支配を狙っている。

### スキル
正史のティヴァンには戦闘で役に立つような技能は描写されていないものの、アース21818におけるティヴァンは、筋骨隆々且つ大柄となった体躯をアピールする身なりと真っ当な実戦能力も有している。

### ノーウェア
かつてティヴァンが長年の間拠点としていた採掘コロニー。“ザ・ブリップ”後には、“ガーディアンズ・オブ・ギャラクシー”に売却し、彼らの活動拠点となっている。
コレクションルーム
ティヴァンが営む、自身がコレクションしてきた様々な物品や生物を保管・展示するショップ。ノーウェアの建物の中でも特に大きな規模の施設で、ショップ内には多くの種族が収められたカプセルが建ち並び、オーブを展開した装置やモニターなども置かれている。
2013年に、マレキスらダーク・エルフが倒された後、ヴォルスタッグとシフはここに来訪し、携えてきたエーテル/リアリティ・ストーンをティヴァンに預ける。
2014年に“キルン刑務所”を脱獄したクイルたちは、ティヴァンに“オーブ”を売るためにここを訪ね、休息後にコレクションルームでティヴァンと取引を試みるが、オーブの中身の“パワー・ストーン”の能力を知ったカリーナがストーンを握ったことで発生した大爆発によって壊滅した。
2018年には、ガーディアンズがソーから「“リアリティ・ストーン”は今、ノーウェアにいるコレクターに預けている」と聞かされたことで、サノスの目論見を阻止すべく再訪した。しかし、クイルたちが訪れた時には既にリアリティ・ストーンを入手したサノスの手によって再度壊滅していた。
アース21818にも同等のコレクションルームが存在し、ティヴァン/コレクター（アース21818）が拠点としていることから、地球暦2008年に彼と“ラヴェジャーズ”が“エンバーズ・オブ・ジェネシス”を巡る争奪戦を繰り広げる舞台の一部となる。

### 描写
『マイティ・ソー/ダーク・ワールド』
本作でMCU初登場。物語ラストのポスト・クレジット・シーンで、来訪したヴォルスタッグとシフを出迎え、両者から保管を頼まれたエーテルを引き取り、「まず1つめ」と呟く。
『ガーディアンズ・オブ・ギャラクシー』
本作では「宇宙を破滅させる大惨事が訪れる」とも予見している。自身との取引にやってきたクイルたちが持参した“オーブ”にパワー・ストーンが収められていると知ると、6つのインフィニティ・ストーンについて説明し、代金を支払おうとしたが、カリーナがストーンを行使しようとしたことで発生した大爆発に巻き込まれてしまう。
負傷したものの辛うじて生存し、コレクションルームで酒を飲んでいた。
『アベンジャーズ/インフィニティ・ウォー』
本作ではリアリティ・ストーンを預かっていたため、サノスに襲撃されてストーンを奪われてしまう。ガーディアンズが再訪した際に、サノスによって襲われる姿が描写されるが、その光景はサノスが既に奪ったリアリティ・ストーンの力で作った幻覚だった。
『ホワット・イフ...?』
シーズン1第2話
本作では、アース21818におけるティヴァンがヴィランとして登場。
エンバーズ・オブ・ジェネシスを入手する目的でショップにやって来たネビュラとヨンドゥを迎え、ヨンドゥに義賊に転向する前のラヴェジャーズを懐かしむような発言をした。そして、潜入していたティ・チャラとの対決になると、多数の武器を駆使して相手を翻弄するが、ヨンドゥに参戦されて形勢逆転され、カプセルに押し込まれて敗れた。
ティ・チャラたちが撤退した直後、カリーナに自分が収集・保管していた多数の種族たちを解放され、自身のカプセルも開けられるも、長くコレクションされていたことに激怒した種族たちに取り囲まれる最期を遂げる。
シーズン2第9話
『ガーディアンズ・オブ・ギャラクシー ホリデー・スペシャル』において、直接の登場は無かったものの、ザ・ブリップ後に彼がノーウェアを売却したとガーディアンズが言及しており、現在でも存命していることが示唆されている。

## その他のメディア

### テレビアニメ
- 『ハルク: スマッシュ・ヒーローズ』と、『アルティメット・スパイダーマン』シーズン3の『真のチャンピオン決定戦 パート4』ではジェフ・ベネットが声をあてた[5][6]
- 『ガーディアンズ・オブ・ギャラクシー』では、トム・ケニーが声をあてた。

### ゲーム
- 『ディズニー インフィニティ2.0』では、ジェフ・ベネットが声をあてた[7]。
- 『MARVEL オールスターバトル』では、ノンプレイヤーキャラクターとして登場した。
- 『LEGO マーベル アベンジャーズ』ではプレイヤーキャラクターとして登場し、ジェフ・ベネットが声をあてた。
- 『Marvel Avengers Academy』でもプレイヤーキャラクターとして登場し、ビリー・カメッツが声をあてた[8]。

### テーマパーク
ディズニー・カリフォルニア・アドベンチャーのアトラクション『ガーディアンズ・オブ・ギャラクシー - ミッション:ブレイクアウト!』では、MCUフランチャイズとしてベニチオ・デル・トロがコレクターを演じる。